# عابدين باشا البروزي
عابدين باشا البروزي (بالتركية: Abidin Paşa)‏‏ (ولدَ في 5 أبريل 1838، بروزة - توفي في 9 مايو 1906، إسطنبول) هو سياسي عثماني، تولى منصب والي سالونيك.

## مناصبه
تولى المناصب التالية:
- والي سالونيك (1880–1880)
- وزارة الشؤون الخارجية (1880–1880)